# 105 (nombre)
« Cent cinq » redirige ici.  Pour l'année 105 apr. J.-C., voir 105.
105 (cent-cinq ou cent cinq) est l'entier naturel qui suit 104 et qui précède 106.

## En mathématiques
Cent-cinq est :
- Un nombre triangulaire ;
- Un nombre dodécagonal ;
- Un nombre sphénique : 105 est décomposable en produit de trois nombres premiers distincts. Il est le plus petit nombre sphénique impair ;
- Un nombre de Zeisel : il possède trois facteurs premiers qui suivent une progression arithmétique ;
- Placé entre deux couples de nombres premiers jumeaux, 101 et 103 ainsi que 107 et 109. Les seuls autres nombres impairs plus petits que 1 000 partageant cette caractéristique sont 15, 195 et 825.

## Dans d'autres domaines
Cent-cinq est aussi :
- Le numéro atomique du dubnium, un métal de transition ;
- le numéro de la sourate Al-Fil dans le Coran ;
- Le numéro de la galaxie elliptique M105 dans le catalogue Messier ;
- Le format du film photographique introduit par la firme Kodak en 1898 pour leur premier appareil photographique pliable ;
- Le modèle d'un cyclomoteur : Peugeot 105, produite de 1925 à 1926 ;
- Années historiques : -105, 105 ;
- Ligne 105
- 105, boulevard de l'Hôpital, siège de la faculté de santé de Sorbonne Université